# Belarussische Fußballnationalmannschaft
Die belarussische Fußballnationalmannschaft (belarussisch Зборная Беларусі па футболе, Sbornaja Belarussi pa futbole, russisch Сборная Беларуси по футболу, Sbornaja Belarussi pa futbole) ist die Vertretung von Belarus im Fußball und wird vom belarussischen Fußballverband Belaruskaja Federazyja Futbola organisiert. Sie trägt ihre Spiele meist im Dinamo-Stadion in Minsk aus.

## Geschichte
Fußball hat in Belarus eine geringe Bedeutung, Nationalsport ist Eishockey, in dem Belarus wesentlich erfolgreicher ist. Der Verband wurde am 22. Dezember 1989 gegründet, aber erst 1992 als selbständig anerkannt und nimmt seitdem auch an den Qualifikationen zu Welt- und Europameisterschaften teil. Erstmals Beachtung fand die belarussische Nationalmannschaft, als sie im Juni 1995 bei ihrer ersten Teilnahme an einer EM-Qualifikationsrunde die Niederlande mit 1:0 bezwang.
Die belarussische Nationalmannschaft nahm bisher an keiner Endrunde der Welt- und Europameisterschaften teil. Am nächsten kamen die Belarussen der Teilnahme an einem großen Turnier in der Qualifikation zur Fußball-Weltmeisterschaft 2002. Damals gewannen sie vier ihrer fünf Heimspiele, unter anderem gegen die stark eingeschätzten Norweger und Polen. Am letzten Spieltag verloren sie ihr letztes Gruppenspiel in Wales und wurde nur Gruppendritter.
Die erste Partie gegen Deutschland fand am 27. Mai 2008 in Kaiserslautern statt und endete mit 2:2 nach einem 0:2-Pausenrückstand.
Dank eines 1:0-Sieges gegen Tschechien bei der U-21-Fußball-Europameisterschaft 2011 war Belarus erstmals beim olympischen Fußballturnier 2012 vertreten. Als Belarussische SSR nahm sie u. a. sechsmal am Baltic Cup als Gastmannschaft in den Jahren 1954, 1957, 1973, 1974, 1975 und 1976 teil.

## Teilnahmen an Fußball-Weltmeisterschaften
Belarussische Spieler nahmen mit der sowjetischen Nationalmannschaft an den Weltmeisterschaften 1958, 1962, 1966, 1970, 1982, 1986 und 1990 teil, spielten allerdings keine große Rolle. 1982 mit Sjarhej Barouski, 1986 mit Sjarhej Alejnikau und 1990 mit Andrej Syhmantowitsch stand immerhin aber jeweils ein belarussischer Spieler von FK Dinamo Minsk im Kader. Nach der Unabhängigkeit von Belarus stellte die Teilnahme an der Qualifikation zur WM 1998 den ersten Versuch dar, sich für eine Weltmeisterschaft zu qualifizieren. Dies gelang bisher jedoch nicht.
| Jahr | Gastgeberland      | Teilnahme bis …    | Bemerkungen und Besonderheiten |
| ---- | ------------------ | ------------------ | --- |
| 1994 | USA                | nicht teilgenommen | |
| 1998 | Frankreich         | nicht qualifiziert | In der Qualifikation in Gruppe 4 als Gruppenletzter an Österreich und Schottland gescheitert. |
| 2002 | Japan und Südkorea | nicht qualifiziert | In der Qualifikation in Gruppe 5 als Dritter an Polen gescheitert. Die Teilnahme an den Play-offs wurde durch eine Niederlage gegen Wales am letzten Spieltag verfehlt. Bisher das beste Abschneiden im Rahmen einer WM-Qualifikation |
| 2006 | Deutschland        | nicht qualifiziert | In der Qualifikation in Gruppe 5 als Vorletzter am späteren Weltmeister Italien gescheitert. |
| 2010 | Südafrika          | nicht qualifiziert | In der Qualifikation in Gruppe 6 als Vierter an England gescheitert. |
| 2014 | Brasilien          | nicht qualifiziert | In der Qualifikation in Gruppe I als Letzter an Spanien und Frankreich gescheitert. |
| 2018 | Russland           | nicht qualifiziert | In der Qualifikation in Gruppe A als Letzter am späteren Weltmeister Frankreich und Schweden gescheitert. |
| 2022 | Katar              | nicht qualifiziert | In der Qualifikation in Gruppe E als Letzter gescheitert. |

## Teilnahmen an Fußball-Europameisterschaften
Belarus nahm als Teil der UdSSR bzw. der GUS an den Europameisterschaften 1960 bis 1992 teil. In der sowjetischen Nationalmannschaft spielten belarussische Spieler aber keine große Rolle. 1988 standen mit Sjarhej Alejnikau und Sergei Gozmanow aber zwei belarussische Spieler von FK Dinamo Minsk im Kader des Vizeeuropameisters, 1992 nur Alejnikau. Nach der Auflösung der Sowjetunion in mehrere selbständige Staaten nahm Belarus erstmals an der Qualifikation zur EM 1996 teil, konnte sich aber bisher nie qualifizieren und kam nie über den vierten Platz der Qualifikationsgruppe hinaus.
| Jahr | Gastgeberland           | Teilnahme bis …    | Bemerkungen und Besonderheiten |
| ---- | ----------------------- | ------------------ | --- |
| 1996 | England                 | nicht qualifiziert | In der Qualifikation am späteren Vizeeuropameister Tschechien und den Niederlanden gescheitert. |
| 2000 | Niederlande und Belgien | nicht qualifiziert | In der Qualifikation am späteren Vizeeuropameister Italien und Dänemark gescheitert. |
| 2004 | Portugal                | nicht qualifiziert | In der Qualifikation erneut an Tschechien und den Niederlanden gescheitert. |
| 2008 | Österreich und Schweiz  | nicht qualifiziert | In der Qualifikation an Rumänien und wieder an den Niederlanden gescheitert. |
| 2012 | Polen und Ukraine       | nicht qualifiziert | In der Qualifikation an Frankreich und Bosnien und Herzegowina gescheitert. |
| 2016 | Frankreich              | nicht qualifiziert | In der Qualifikation traf Belarus auf Spanien, die Slowakei, die Ukraine, Mazedonien und Luxemburg. Bereits nach 7 Spielen bestand keine Chance mehr auf eine erfolgreiche Qualifikation.                               |
| 2021 | Europa                  | nicht qualifiziert | Über die Nations League für die Play-offs gegen Georgien qualifiziert, wo die Mannschaft im Halbfinale an Georgien scheiterte. In der regulären Qualifikation zunächst an Deutschland und den Niederlanden gescheitert. |
| 2024 | Deutschland             | nicht qualifiziert | In der Qualifikation traf Belarus auf die Schweiz, Rumänien, Israel, den Kosovo und Andorra. |

## UEFA Nations League
- 2018/19: Liga D, 1. Platz mit 4 Siegen und 2 Remis
- 2020/21: Liga C, 2. Platz mit 3 Siegen, 1 Remis und 2 Niederlagen
- 2022/23: Liga C, 4. Platz mit 3 Remis und 3 Niederlagen
- 2024/25: Liga C, 3. Platz mit 1 Sieg, 4 Remis und 1 Niederlage

## Rekordspieler
| Spiele | Spieler                  | Zeitraum  | Position              | Tore |
| ------ | ------------------------ | --------- | --------------------- | ---- |
| ref101 | Aljaksandr Kultschy      | 1996–2012 | Defensives Mittelfeld | 05   |
| 80     | Aljaksandr Hleb          | 2001–2019 | Offensives Mittelfeld | 06   |
| 80     | Sjarhej Hurenka          | 1994–2006 | Abwehr                | 03   |
| 80     | Aljaksandr Martynowitsch | 2009–     | Abwehr                | 02   |
| 78     | Sjarhej Karnilenka       | 2003–2016 | Angriff               | 17   |
| 76     | Zimafej Kalatschou       | 2004–2016 | Mittelfeld            | 10   |
| 74     | Sjarhej Ameljantschuk    | 2002–2011 | Abwehr                | 01   |
| 74     | Sjarhej Kisljak          | 2009–2021 | Mittelfeld            | 09   |
| 71     | Sjarhej Schtanjuk        | 1995–2007 | Abwehr                | 03   |
| 68     | Stanislau Drahun         | 2011–2020 | Angriff               | 11   |
| 66     | Ihar Schytau             | 2008–2019 | Abwehr                | 01   |

| Tore | Spieler                | Zeitraum  | Spiele | Quote |
| ---- | ---------------------- | --------- | ------ | ----- |
| 20   | Maksim Ramaschtschanka | 1998–2008 | 64     | 0,31  |
| 17   | Sjarhej Karnilenka     | 2003–2016 | 78     | 0,22  |
| 13   | Wital Kutusau          | 2002–2011 | 52     | 0,25  |
| 12   | Wjatschaslau Hleb      | 2004–2011 | 45     | 0,27  |
| 11   | Stanislau Drahun       | 2011–2020 | 68     | 0,16  |
| 10   | Waljanzin Bjalkewitsch | 1992–2005 | 56     | 0,18  |
| 10   | Zimafej Kalatschou     | 2004–2016 | 76     | 0,13  |
| 10   | Wital Radsiwonau       | 2007–2017 | 48     | 0,21  |
| 10   | Raman Wassiljuk        | 2000–2008 | 24     | 0,42  |
| 09   | Sjarhej Kisljak        | 2009–2021 | 74     | 0,12  |

Quellen:

## Trainerchronik
- Michail Wjarhejenka (1992–1994)
- Sjarhej Barouski (1994–1996)
- Michail Wjarhejenka (1997–1999)
- Sjarhej Barouski (1999–2000)
- Eduard Malofejew (2000–2003)
- Waleryj Stralzou (2003) (Interim)
- Anatoli Baidatschny (2003–2005)
- Juryj Puntus (2006–2007)
- Bernd Stange (2007–2011)
- Heorhij Kandrazjeu (2011–2014)
- Aljaksandr Chazkewitsch (2014–2016)
- Andrej Syhmantowitsch (2016) (Interim)
- Ihar Krywuschenka (2017–2019)
- Michail Marchel (2019–2021)
- Aleh Raduschka (2021)
- Heorhij Kandrazjeu (2021–2023)
- Carlos Alós (2023–)

## Spiele gegen deutschsprachige Nationalmannschaften

### Spiele gegen Deutschland
| Datum             | Ort             | Ergebnis | Anlass             |
| 27. Mai 2008      | Kaiserslautern  | 2:2      | Freundschaftsspiel |
| 8. Juni 2019      | Baryssau        | 0:2      | EM-Qualifikation   |
| 16. November 2019 | Mönchengladbach | 0:4      | EM-Qualifikation   |

### Spiele gegen Liechtenstein
| Datum        | Ort   | Ergebnis | Anlass             |
| 21. Mai 2014 | Vaduz | 5:1      | Freundschaftsspiel |

### Spiele gegen Österreich
| Datum              | Ort       | Ergebnis | Anlass           |
| 10. September 1997 | Minsk     | 0:1      | WM-Qualifikation |
| 11. Oktober 1997   | Wien      | 0:4      | WM-Qualifikation |
| 12. Oktober 2002   | Minsk     | 0:2      | EM-Qualifikation |
| 11. Juni 2003      | Innsbruck | 0:5      | EM-Qualifikation |

### Spiele gegen die Schweiz
| Datum             | Ort        | Ergebnis | Anlass             |
| 27. März 1999     | Minsk      | 0:1      | EM-Qualifikation   |
| 8. September 1999 | Lausanne   | 0:2      | EM-Qualifikation   |
| 1. Juni 2017      | Neuchâtel  | 0:1      | Freundschaftsspiel |
| 25. März 2023     | Novi Sad   | 0:5      | EM-Qualifikation   |
| 15. Oktober 2023  | St. Gallen | 3:3      | EM-Qualifikation   |